# Pentastiridius sinaitica
Pentastiridius sinaitica är en insektsart som först beskrevs av Géza Horváth 1913.  Pentastiridius sinaitica ingår i släktet Pentastiridius och familjen kilstritar. Inga underarter finns listade i Catalogue of Life.